# Gervásio Olivera
Gervásio Olivera Fernández (1º agosto 2000) è un calciatore uruguaiano, difensore dell'Al-Muharraq.

## Carriera
Olivera ha iniziato la sua carriera nel settore giovanile del Racing Club. Nel 2020 è tornato in Uruguay all'Atenas, con cui ha debuttato il 16 ottobre nell'incontro di Segunda División pareggiato 0-0 contro il Tacuarembó.
Nel 2022 è stato acquistato dal Montevideo City Torque ed il 12 febbraio ha debuttato in Primera División nell'incontro casalingo perso 2-1 contro il Fénix. Al termine della stagione è passato al Liverpool (M). Impiegato con poca costanza, dopo soli sei mesi ha rescisso il contratto ed ha firmato con il River Plate (M).

## Statistiche

### Presenze e reti nei club
Statistiche aggiornate al 29 aprile 2024.
| Stagione        | Squadra                | Campionato      | Campionato | Campionato | Coppe nazionali | Coppe nazionali | Coppe nazionali | Coppe continentali | Coppe continentali | Coppe continentali | Altre coppe | Altre coppe | Altre coppe | Totale | Totale | Totale |
| Stagione        | Squadra                | Comp            | Pres       | Reti       | Comp            | Pres            | Reti            | Comp               | Pres               | Reti               | Comp        | Pres        | Reti        | Pres   | Reti   |        |
| --------------- | ---------------------- | --------------- | ---------- | ---------- | --------------- | --------------- | --------------- | ------------------ | ------------------ | ------------------ | ----------- | ----------- | ----------- | ------ | ------ | ------ |
| 2020            | Atenas                 | SD              | 10         | 0          |                 | -               | -               |                    | -                  | -                  |             | -           | -           | 10     | 0      |        |
| 2021            | Atenas                 | SD              | 18         | 0          |                 | -               | -               |                    | -                  | -                  |             | -           | -           | 18     | 0      |        |
| 2022            | Montevideo City Torque | PD              | 17         | 0          |                 | -               | -               | CL                 | 0                  | 0                  |             | -           | -           | 17     | 0      |        |
| 2023            | Liverpool (M)          | PD              | 8          | 0          | CU              | 0               | 0               | CL                 | 2                  | 0                  |             | -           | -           | 10     | 0      |        |
| 2023            | River Plate (M)        | PD              | 12         | 0          | CU              | 2               | 0               | CS                 | 0                  | 0                  |             | -           | -           | 14     | 0      |        |
| 2024            | River Plate (M)        | PD              | 9          | 0          | CU              | 0               | 0               |                    | -                  | -                  |             | -           | -           | 9      | 0      |        |
| Totale carriera | Totale carriera        | Totale carriera | 74         | 0          |                 | 2               | 0               |                    | 2                  | 0                  |             | -           | -           | 78     | 0      |        |